# Clara Pontoppidan
Clara Wieth Pontoppidan (født 23. april 1883 i København, død 22. januar 1975 sammesteds) var en dansk skuespillerinde.
Hun var uddannet på det  Det kongelige Teaters elev- og  balletskole i 1892 og fik sin teaterdebut på Det kongelige Teater i 1901. Siden engageret ved Dagmarteatret, Det Ny Teater og Alexandra-teatret. Fra 1925 igen knyttet til Det kongelige Teater. Roller bl.a. som Anna Sophie Hedvig (Abell), Hertha ("Tante To") i Skærmydsler (Wied), Fru Levin i Indenfor Murene (Nathansen).

## Filmroller
Hun havde filmroller fra 1910 for Regia Kunstfilms Kompagni, men var faktisk allerede blevet filmet i 1902 hvor hun som 19-årig balletpige dansede en pas de deux for filmpioner Peter Elfelt. I 1911 blev hun ansat hos Nordisk Film, hvor hendes første film blev Den hvide Slavehandels sidste Offer, hvor hun spillede en ung troskyldig pige, der falder i klørene på grumme menneskehandlere – en rolle hun gentog med mindre variation i filmen Mormonens offer, hvor skurken nu er en skurkagtig mormon, der vil indlemme hende i sit harem. Clara blev i årene op til 1. verdenskrig en af stumfilmens helt store og populæreste filmstjerner og medvirkede i en lang række stumfilm. Mellem 1913 og 1915 medvirkede hun desuden i en række svenske film. Hun havde sine bedste år som filmskuespillerinde i stumfilmens æra, men medvirkede også i en del tonefilm, her hovedsageligt i biroller. I 1958 fik hun Bodilprisen for bedste kvindelige hovedrolle for rollen i filmen En kvinde er overflødig. Hendes sidste film var Takt og tone i himmelsengen fra 1972. Hvis hendes dans i 1902 tæller med, bliver det til en filmkarriere på over 70 år.
Clara var datter af købmand H. Rasmussen og hustru Caroline Brammer. Hun var gift to gange. Første gang i 1906 med skuespilleren Carlo Wieth (1885-1943), som hun også indspillede nogle film med (fx Ekspeditricen). Anden gang blev hun gift med lægen Povl Vilhelm Pontoppidan (1889-1953), der nedstammede fra slægten Pontoppidan og gav hende det kendte efternavn. 
Hun døde den 22. januar 1975 og ligger begravet på Ordrup Kirkegård.

## Hæder
- Ingenio et arti 1931
- Fortjenstmedaljen i guld 1948
- Selskabet for de skiønne og nyttige Videnskabers Pris 1955
- Kommandør af Dannebrogordenen 1959
- Tagea Brandts Rejselegat 1937
- Ole Haslunds æresbolig i 1972
- Clara Pontoppidans Vej opkaldt efter hende

## Filmografi

### Stumfilm
| - Pas de deux (instruktør Peter Elfelts; 1902) - Elskovsleg (som Kaja, Morans kone; ubekendt instruktør; 1910) - Et Menneskeliv (1910) - Dorian Grays Portræt (instruktør Axel Strøm; 1910) - Kærlighed og Selvmord (1910) - Djævlesonaten (som Renée; ubekendt instruktør; 1910) - Den hvide Slavehandels sidste Offer (som Edith von Felsen; instruktør August Blom; 1911) - Ved Fængslets Port (som Anna, Hansens datter; instruktør August Blom; 1911) - Ekspeditricen (som Ebba; instruktør August Blom; 1911) - Anna fra Æbeltoft (som frøken Anna; instruktør Eduard Schnedler-Sørensen; 1911) - Kærlighed og Venskab (som Edith Brun; instruktør Eduard Schnedler-Sørensen; 1911) - Nøddebo Præstegaard (som Andrea Margrethe, præstens datter; instruktør Frederik Schack-Jensen; 1911) - Vildledt Elskov (som datteren; instruktør August Blom; 1911) - Gennem de mange til en (1911) - Kærlighedens Styrke (som Tove, ansat på Saxilds kontor; instruktør August Blom; 1911) - Den farlige Alder (som Lisa, Elsies datter; instruktør August Blom; 1911) - Røveriet paa Væddeløbsbanen (som en ung pige; instruktør William Augustinus; 1911) - Mormonens Offer (som Nina, Olafs søster; instruktør August Blom; 1911) - Onkel og Nevø (som Irma, professor Tarms kone; instruktør August Blom; 1912) - Shanghai'et (som Lilly, konsulens datter; instruktør Eduard Schnedler-Sørensen; 1912) - Vampyrdanserinden (som Silvia Lafont, vampyr-danserinden; instruktør August Blom 1921) - Kommandørens Døtre (som Marthe, kommandørens datter; Leo Tscherning; 1912) - En Opfinders Skæbne (som opfinderens kone; instruktør August Blom; 1912) - Et Hjerte af Guld (som Lise, syerske for et magasin; instruktør August Blom; 1912) - Scenen og Livet (som Frida, skuespiller ved teatret; instruktør Robert Dinesen; 1912) - Kærlighed er en løjerlig..... (1912) - Vor Tids Dame (som Anny, Stevensons Datter; instruktør Eduard Schnedler-Sørensen; 1912) - Pro forma (som Evelyn, Wildes niece; ubekendt instruktør, 1912) - Miraklet (som Estelle, datter; instruktør Victor Sjöström; 1913; svensk) - På livets ödesvägar (som Eleonore Renskiöl; instruktør Mauritz Stiller; 1913; svensk) - Elskovs Magt (som Wilda, etatsrådindens datter; instruktør August Blom; 1913) - Vennerne fra Officersskolen (som Rose, krigsministerens datter; instruktør Eduard Schnedler-Sørensen; 1913) - Stemmeretskvinder (instruktør Lauritz Olsen; 1913) | - En farlig Forbryderske (som Beate Powel; instruktør Eduard Schnedler-Sørensen; 1913) - Skæbnens Veje (som Rose, selskabsdame hos Alfons' mor; instruktør Holger-Madsen; 1913) - Det mørke Punkt (1913) - Pressens Magt (som Ellinor, kreolerinde; instruktør August Blom; 1913) - Skandalen paa Sørupgaard (som Inger, pastorens datter; instruktør Hjalmar Davidsen; 1913) - Staalkongens Villie (som Evelyn, værkførerens datter; instruktør Holger-Madsen; 1913) - Bra flicka reder sig själv (som Ruth Landén; instruktør Victor Sjöström; 1914; svensk) - Bröderna (som Susanne; instruktør Mauritz Stiller; 1914; svensk) - Kammarjunkaren (som Jägmästarens dotter; instruktør John Ekman; 1914; svensk) - Prästen (som Maria; instruktør Victor Sjöström; 1914; svensk) - En förvillelse (som Hedvig Rehmer; instruktør Arvid Englind; 1915; svensk) - Flyverspionen (som Mirzi, danserinde; instruktør Alexander Larsen; 1915) - Den dræbende Gift (som Professorens kone; ubekendt instruktør; 1915) - Kærlighedslængsel (som Olga, blomsterhandlerskens datter; instruktør August Blom; 1916) - En Kærlighedsprøve (som Merete, Egils hustru; instruktør Hjalmar Davidsen, 1916) - Malkepigekomtessen (som Komtesse Adda, grevens datter; instruktør Robert Dinesen, 1916) - Ene i Verden (som Ellen Melchior; instruktør A.W. Sandberg, 1916) - Manden uden Fremtid (som Grace, Dremonts datter; instruktør Holger-Madsen, 1916) - Hjertestorme (som Eva Vange; instruktør August Blom, 1916) - Troen, der frelser (som O Schicki, Sir Johns hustru; instruktør Alexander Christian; 1917) - Gengældelsens Ret (som Marija, Jans søster; instruktør Fritz Magnussen, 1917) - Lægen (som Annie Rawlins, en fattig pige; instruktør Fritz Magnussen; 1917) - Tropernes Datter (som Dora, Claudes datter; instruktør Hjalmar Davidsen; 1917) - Midnatssjælen (som Aline, Marlows datter; instruktør Martinius Nielsen; 1917) - Blade af Satans bog (som Siri, Paavos hustru (IV); instruktør Carl Th. Dreyer; 1919) - Kærlighedens Almagt (som Nina; instruktør A.W. Sandberg; 1919) - Kærlighedsvalsen (som Ninon, Eriks hustru; instruktør A.W. Sandberg; 1920) - Stodderprinsessen (som Komtesse Evelyn; instruktør A.W. Sandberg; 1920) - Prometheus I-II (som Feodora, Tatjanas datter; instruktør August Blom; 1921) - Heksen (Häxan; som nonne; instruktør Benjamin Christensen; 1922; svensk) - Der var engang (som Prinsessen af Illyrien; instruktør Carl Th. Dreyer; 1922) - Hadda Padda (som Hrafnhildur, kaldet Hadda Padda; instruktør Gunnar Robert Hansen, Guðmundur Kamban; 1924; islandsk) |

### Tonefilm
- Kirke og orgel (som Rachel; instruktør George Schnéevoigt; 1932)
- Kongen bød (som Frederikke Louise Stolberg; instruktør Svend Methling; 1938)
- Regnen holdt op (som Frøken Meta; instruktør Svend Methling; 1942)
- Mens porten var lukket (som Cora Anker; instruktør Asbjørn Andersen; 1948)
- Bruden fra Dragstrup (som Fru Dragstrup; instruktør Annelise Reenberg; 1955)
- En kvinde er overflødig (som Enkefru Tang; instruktør Gabriel Axel; 1957)
- Jeg elsker dig (som Fru Nana; instruktør Torben Anton Svendsen; 1957)
- De sjove år (som Oberstinden; instruktør Palle Kjærulff-Schmidt, Robert Saaskin; 1959)
- Frihedens pris (instruktør Annelise Hovmand; 1960)
- Støvsugerbanden (som Camilla, doktor Baks søster; instruktør Bent Christensen; 1963)
- Greven på Liljenborg (som Ditlevs faster, baronesse Sophie; instruktør Annelise Reenberg; 1964)
- Slap af, Frede (som Mama; instruktør Erik Balling; 1966)
- Ta' lidt solskin (som Bedste; instruktør Annelise Reenberg; 1969)
- Takt og tone i himmelsengen (som Enkegrevinde von Hasteen; instruktør Sven Methling; 1972)
- Carl Th. Dreyer – Min metier (instruktør Torben Skjødt Jensen, 1995)